# 土曜 de R。
『土曜 de R。』（どよう デ アール。）はRKB毎日放送（RKBラジオ）で2020年10月3日から2022年9月24日まで放送されていたラジオのワイド番組。
本稿では、2021年7月から8月にかけて期間限定で編成された出演者の異なる姉妹番組『水木金 mo R。』（すいもくきん モ アール。）及び、終了後の2023年以降毎年1月2日に放送される当番組の復刻・拡大版にあたる番組『正月 de R。』（しょうがつ デ アール。）についても触れる。

## 基本放送時間
- 毎週土曜 13:00 - 17:00
  - プロ野球シーズンに『RKBエキサイトホークス』のデーゲーム中継が行われる場合は、13:00 - 13:54に短縮する（中継試合が13:00開始の場合でも、原則として13時台のみは放送する[1]）。
  - 同様に『RKBエキサイトホークス』のナイトゲーム中継が行われる場合は、ナイトゲームの時間帯に本来放送される定時番組の前倒し放送が行われるため、本番組は該当試合の開催有無にかかわらず13:00 - 16:00（2021年度は13:00 - 15:30）に短縮する。2021年8月7日に東京オリンピックの野球決勝が放送された際も、同様の措置が講じられた。
  - このため、プロ野球シーズン中の4時間フル放送は、あらかじめプロ野球中継の予定がない場合、もしくは予定されたデーゲームが雨天中止になった場合に限られる。
  - プロ野球のナイターオフシーズンは15時台に内包番組として、ラジオ関西から『GOGO競馬サタデー!』をネット受けする。これについては、ソフトバンクがポストシーズンに進出した場合は同球団が関わった最終カードの実施予定日の翌週、進出しなかった場合はパシフィックリーグのペナントレース全日程終了翌週から適用され、翌年のペナントレース開幕カード前週で終了する。

## 概要・沿革
これまでの『土曜deアミーゴ!』の最終放送枠と『日産ワイドサタデー』の位置付けを同時に引き継ぎ、新しい土曜午後のワイド番組として再出発。
この番組では、RKBラジオで初めてレギュラー番組を持つ栗田善太郎とRKB毎日放送に2020年にアナウンサーとして入社した冨士原圭希の2人が、「ラジオ好きのラジオ好きによるラジオ好きのため」に送る土曜日の午後のワイド番組。
前番組はきらめき通りスタジオの公開生放送番組であったが、本番組開始時点で新型コロナウィルス感染拡大の影響によるきらめき通りスタジオの閉鎖が続いているため、本番組は開始当初からRKB放送会館からの非公開生放送となっている。

### 「日産ワイドサタデー」の終焉と番組終了
13時台の『日産ワイドサタデー』としての放送はスポンサーの降板により2022年6月いっぱいで終了。
番組そのものは7月以降も13時開始のまま継続した。
この枠は半世紀以上にわたってRKBラジオの制作番組を放送してきた枠であったが、2022年10月改編からニッポン放送制作の『サンドウィッチマン ザ・ラジオショーサタデー』をネットすることがRKBラジオから発表されたため、2022年9月24日をもって終了した。

## 「正月 de R。」
終了直後の2023年1月2日、月曜日の放送ではあるが正月特番として復活。
複数のインタビュー企画や、ラジオドラマ『空想労働シリーズ サラリーマン』の一挙再放送、正月特別新編や制作関係者との対談企画、放送前月に亡くなった水木一郎の特集のほか、「大喜利 de R。」等の本放送時のコーナーも放送された。

## パーソナリティ
- 栗田善太郎
- 冨士原圭希（RKBアナウンサー）

## 姉妹番組「水木金 mo R。」
東京オリンピック開催に伴いプロ野球が中断している2021年7月21日から8月12日までの間、水・木・金曜の『RKBエキサイトホークス』の代替番組として編成された。
RKBのアナウンサーなどが日替わりで出演し、毎回異なるテーマで送るため、事実上の特別番組枠となっている。『土曜 de R。』とタイトルロゴデザインは共有しているものの、7月23日分に冨士原が出演したのを除けば『土曜 de R。』との関連性は薄い。
なお、火曜日は周辺各県のJRN加盟局へのネットがあることから『水木金 mo R。』としては放送せず、プロ野球の雨傘番組同様に『Be colorful Spice』の名義を使用しているが、こちらも趣旨は『水木金 mo R。』と同様となっている。
放送リスト
1. 2021年7月21日 - 『東名阪＋福 一番はどこだ! 討論会』（服部義夫、宮脇憲一、脇菜々香）
2. 2021年7月22日 - 『ももクロが登場曲だZ!』（井口謙、本田奈也花、辻満里奈）
3. 2021年7月23日 - 『たまきとこうじ～玉置浩二に愛を込めて』（櫻井浩二、冨士原圭希）
4. 2021年7月28日 - 『夏だ! 祭りだ! レゲエを聴こう!』（椎葉ユウ、明光院昌子）
5. 2021年7月29日 - 『日本バス友の会・百道浜支部』（田尻敏明、植木哲也）
6. 2021年7月30日 - 『シティポップ・ナイト』（坂田周大）
7. 2021年8月4日 - 『クイズRKB雑学王』（山口たかし、龍山康朗、田中みずき）
8. 2021年8月5日 - 『Radio CAMP』
9. 2021年8月6日 - 『福岡バイク野郎"R"チーム』（DJ EIJI、本田奈也花）
10. 2021年8月11日 - 『百万人のクラシック』（坂口卓司、井上智子、荒木風花）
11. 2021年8月12日 - 『ローカる!SP〜ふるさとpush』（ザ・ピンチーズ）